# Jaramillo Quemado
Pour les articles homonymes, voir Jaramillo.
Jaramillo Quemado est une commune d'Espagne dans la communauté autonome de Castille-et-León, province de Burgos. Elle s'étend sur 17,45 km2 et comptait environ 5 habitants en 2011.